# Neògnats
Els neògnats (Neognatha) són una infraclasse d'ocells de la subclasse Neornithes. Els neògnats inclouen la pràctica totalitat d'aus vivents: el seu tàxon germà Paleognathae conté els tinamuns (l'únic ordre de paleògnats capaç de volar) i els estrucioniformes, que no poden volar.
Hi ha gairebé deu mil espècies de neògnats. Des de principis del Cretaci, en què apareixen els seus primers fòssils, han tingut una radiació adaptativa per arribar a la increïble diversitat de formes (especialment del bec i de les potes), funcions i comportaments que tenen avui en dia. Els passeriformes són l'ordre més gran de vertebrats terrestres: amb el 60% dels ocells vivents, són més del doble de diversos que els rosegadors i unes cinc vegades més diversos que els ratpenats, que són els ordres més grans de mamífers. D'altra banda, inclouen ordres molt petits, que normalment són aus amb parentescs molt poc clars, com l'enigmàtic hoatzín.
Els neògnats tenen metacarpials fusionats, un tercer dígit allargat, i tretze vèrtebres o menys. Es diferencien dels paleògnats en trets com l'estructura dels ossos de la seva mandíbula. Neognathae significa 'mandíbules noves', però irònicament sembla que les mandíbules dels paleògnats, suposadament més antigues, són un dels poc trets apomòrfics (més moderns) d'aquest grup en comparació amb els neògnats.

## Taxonomia
- Infraclasse Neognathae
  - Superordre Galloanserae
    - Ordre Anseriformes (ànecs, oques i cignes)
    - Ordre Galliformes (faisans i galls dindis)

  - Superordre Neoaves
    - Ordre Accipitriformes
    - Ordre Apodiformes (falciots)
    - Ordre Bucerotiformes
    - Ordre Caprimulgiformes (enganyapastors)
    - Ordre Cariamiformes
    - Ordre Cathartiformes
    - Ordre Charadriiformes (corriols)
    - Ordre Ciconiiformes (cigonyes)
    - Ordre Coliiformes (colis)
    - Ordre Columbiformes (coloms)
    - Ordre Coraciiformes (alcions)
    - Ordre Cuculiformes (cucuts)
    - Ordre Eurypygiformes
    - Ordre Falconiformes[1] (falcons, àligues i voltors)
    - Ordre Gaviiformes (calàbries)
    - Ordre Gruiformes (grues)
    - Ordre Leptosomiformes
    - Ordre Mesitornithiformes
    - Ordre Musophagiformes
    - Ordre Opisthocomiformes
    - Ordre Otidiformes
    - Ordre Passeriformes (passerells, pardals, orenetes…)
    - Ordre Pelecaniformes (pelicans i mascarells)
    - Ordre Phaethontiformes
    - Ordre Phoenicopteriformes (flamencs)
    - Ordre Piciformes (picots)
    - Ordre Podicipediformes (somorgollaires)
    - Ordre Procellariiformes (petrells i albatros)
    - Ordre Psittaciformes (lloros)
    - Ordre Pteroclidiformes (gangues)
    - Ordre Sphenisciformes (pingüins)
    - Ordre Strigiformes (mussols)
    - Ordre Suliformes
    - Ordre Trochiliformes (colibrís)
    - Ordre Trogoniformes (trogons)
    - Ordre Turniciformes (guatlles)